# Phytoplasma fraxini
Phytoplasma fraxini è una specie di batterio appartenente alla famiglia delle Acholeplasmataceae.